# LÍF Leirvik
LÍF Leirvík of Leirvíkar Ítróttafelag (LÍF) was een voetbalclub op de Faeröer-eilanden uit de plaats Leirvík op het eiland Eysturoy.
De club werd op 1 december 1928 opgericht. Van 1982-1989 en in 1993 speelde de club in de 1. Deild (toen de hoogste divisie) waar de vierde plaats in 1984 en 1985 de hoogste bereikte positie was. In 1986 bereikte LÍF de finale van de beker van de Faeröer en verloor daarin met 1-3 van NSÍ Runavik. In november 2007 fuseerde de vereniging met GÍ Gøta tot Víkingur Gøta.

## Erelijst
- Beker van de Faeröer

Finalist: 1986